# Jean de Plouec
Jean de Plouec, originaire du Nantais et mort en 1453, est un prélat breton du XVe siècle.

## Biographie
Jean de Plouec est fait évêque de Tréguier en 1442 par Eugène IV. Il fonde la Psalette en 1443 et fait orner les murs de la cathédrale de peintures à fresque. Il fait édifier le maître-autel précédemment détruit, remanier et compléter le dallage de la cathédrale, réparer les orgues, doter de verrières la partie orientale de la cathédrale et la chapelle de Saint Yves et, enfin, fait construire la sacristie .Il érige l'église paroissiale de Tonquédec en église collégiale en 1447. Il organise les funérailles du duc François Ier en 1449 et reçoit les restes de Jean IV de Bretagne qui sont transférés dans la cathédrale en 1451. 